# 寺川正興
寺川 正興（てらかわ まさおき、1939年12月17日 - 2005年2月2日）は、日本のジャズ・ベーシスト、スタジオ・ミュージシャンである。

## 来歴
東京都小石川の生まれ。東京都立芝商業高等学校を卒業した。17歳頃から金井英人からベースを習った。高校時代はハーモニカバンドのベースを担当した。卒業後サラリーマン生活をしていたが、性に合わずプロミュージシャンに転向した。
澤田駿吾とダブルビーツに入って素質の良さを認められた。その後、宮沢昭、西条孝之介カルテット、八木正生トリオを経てジョージ大塚トリオに入り、1969年度スイングジャーナル人気投票第2位になるなど人気ベーシストとなった。その後石川晶とカウントバッファローズ、LOVE LIVE LIFEなどへの参加と平行してスタジオミュージシャンとして活動した。1968年からスタジオプレイヤーとしてスタートし、歌謡曲をはじめ、アニメ、特撮ソングなどジャンルを問わず多数のレコーディングに参加した。2001年すぎに他界。

## 人物
「はっきりとした音程、しっかりしたテクニックを持ち、音楽に大切な歌心がある」とスイングジャーナルは評価した。グリッサンドを多用し、2オクターブは上下する独特のエレベーター奏法が特徴である。多くの作品で演奏した。編曲家の青木望によると、「野球、ゴルフ、マージャン、酒、その他何でもこいの人。おしゃれで、渋くこったものを買う人」だった。

## 参加作品

### アルバム
- 寺川正興とニュービート
  - Bass Bass Bass ドリフのほんとにほんとにご苦労さん（日本クラウン、1970年、GW-5144）
  - Bass Bass Bass 自由の女神（日本クラウン、1970年、GW-5157）
- 寺川正興とニュービート、小山夏樹とニュービート
  - Bass Bass Bass 何があなたをそうさせた（日本クラウン、1970年、GW-8067-68）
- 寺川正興・原田政長・石松元
  - ベース&ドラムス BASS AND DRUMS（ULP-1005）

### 演奏者クレジットのあるアルバム
- 八木正生と彼のグループ
  - モダン・ジャズ・ブルー・ムード
- 宮沢昭
  - ナウズ・ザ・タイム（1～5のみ）
- 中牟礼貞則
  - ギターサンバ
- ジョージ大塚トリオ
  - ページ・ワン
  - ページ2
  - ラスト・サマー～ページ3
- 松本浩とスインギング・ハード
  - グルーヴィ・インディード
- 田畑貞一
  - GROOVY（田畑貞一とグルーヴィ11）
  - スマッシュ・イン・ザ・ロック（田畑貞一とグルーヴィ6）
  - ドラムの世界 歌謡ポップスに挑戦 （RCA JRS-7051）
  - ドラムの世界 – Vol.2 ワールド･トップ・ヒットに挑戦 （RCA JRS-7052）
  - STEREO SOUNDS FROM JAPAN – Vol.1（RCA Victor – LSP 34069 イタリア盤）
  - STEREO SOUNDS FROM JAPAN – Vol.2（RCA Victor – LSP 34082 イタリア盤）
- 石松元
  - ドラミング・ビート・ポップス/ナオミの夢（ユニオンレコード JSP-1009）
- フリーダム・ユニティ
  - ダイナミック・ロック(TP-9509Z)
- 石川晶
  - ソウル･セッション（石川晶トリオとR&Bオールスターズ）
  - Soul & Rock（カウント・バッファローとジャズ・ロック・バンド）
  - アフリカン・ロック・パーティー（カウントバッファローとロック・バンド）
  - ELECTRUM（カウントバッファローズ）
  - SOULFUL CONGRESS／The Drum Battle（猪俣猛，石川晶，田畑貞一 SONP 50258-L ）（連名：寺川正興…A1～A4, B1, B2、荒川康男…A5, B3、鈴木淳…B4）
  - Dynamic Big Band Hit Sound
  - ドラム・ドラム／石川晶・ジャッキー吉川 夢の競演（ビクター CD4B 5084）
  - ゴッド・ファーザー4チャンネル・エキゾチック・サウンド石川晶とカウント・バッファロー
  - GET UP!（カウントバッファローズ）
  - BACK TO RHYTHM
  - TAKE ME TO DISCO（カウントバッファロー）
  - EMERGENCY（カウントバッファローズ）
  - EMERGENCY2（カウントバッファローズ）
  - OKINAWA（カウントバッファロー）
- 木田林松栄、石川晶とカウント・バッファローズ
  - 津軽じょんがら節ドラム&津軽三味線
- サミー&ザ・カウント・バッファロー
  - ソウル・アンド・ソウル／サミー登場

- 市原宏祐
  - デパーチャー/イントロデューシング
- LOVE LIVE LIFE
  - LOVE WILL MAKE A BETTER YOU（LOVE LIVE LIFE+ONE）
  - 殺人十章（筒井康隆 / 市原宏祐 / 佐藤允彦）
  - ロック＝イン・バカラック（SOND-66053）（New Herd [Pick Up]+LLL）
  - ロック＝イン・クリスマス（SOND-66071）（LOVE LIVE LIFE+X）

- - デマ Rumour（ SOLL-28）
- 直居隆雄
  - オー・ハッピー・デイ
- 西村ユリ
  - エレクトーン・ファンタスティック（SOLJ-26）
- 川原正美とエキゾティック・サウンズ
  - 恍惚 エクスタシー
- 佐藤允彦
  - Amalgamation - 恍惚の昭和元禄
- 横田年昭とビート・ジェネレーション
  - フルート・アドヴェンチュアー
  - エキサイティング・フルート
- 深町純
  - ある若者の肖像
- ミッキー吉野
  - ミー・アンド・セブンティーズ（2枚組のうち1枚目のみ）
- 水谷公生
  - A PATH THROUGH HAZE（武部秀明との連名クレジット）
- 浅川マキ
  - MAKI II
- クニ河内
  - 僕の声が聞こえるかい - クニ河内の世界
- 柳田ヒロ
  - HIRO（武部秀明との連名クレジット）
- 弘田三枝子
  - MIKO LIVE
  - MIKO LIVE at RIVERA～ミコ・ライブ'73
  - MIEKO IN PERSON～弘田三枝子リサイタル（2枚組のうち1枚目のみ）
- 田代ユリ
  - 魅惑のハモンド・オルガン（TP-7644）
  - ダイナミック・ハモンド・オルガン（TP-9526Z）
- 眞帆志ぶき
  - 第二回 真帆志ぶきリサイタル 実況録音
- 杉本喜代志
  - アワー・タイム
- 猪俣猛オールスターズ
  - 恋人たちのフォーク・ロック あの素晴らしい愛をもう一度（ビクター W-7024）
- ザ・ロック インベイダーズ
  - ロック ・ギター・バトル’71
- 寺内タケシ
  - 華麗なる寺内タケシの世界II 愛のテーマ（キング SKA92）（鈴木淳、武部秀明との連名クレジット）
- 大野雄二
  - 永遠のヒーロー（「ニューヨークへ」「愛と反逆の青春」「ジェームズ・ディーン組曲」「1955年9月30日」に参加）
- 山口健
  - めぐり逢い（自主制作盤PRC30123）
- V.A
  - The Sounds Of Carpenters, Simon And Garfunkel（日本クラウン GW-7060Q）
  - X’mas Holiday オーケストラとコーラスによるクリスマス名曲アルバム（日本クラウンCD CRCI-20371）

### 歌謡曲
- 森山加代子
  - 白い蝶のサンバ
- 尾崎紀世彦
  - また逢う日まで
- 加山雄三
  - 荒野をもとめて
- 布施明
  - 日生劇場の布施明（LOVE LIVE LIFEメンバーとして演奏）（LP）
- 和田アキ子
  - あの鐘を鳴らすのはあなた
- ビリー・バンバン
  - さよならをするために
  - TWO WAY STREET （後藤次利、江藤勲、武部秀明との連名クレジット）
- 欧陽菲菲
  - 恋の追跡（ラブチェイス）
- 岡崎友紀
  - 風に乗って
- 近藤正臣
  - ひとりぼっちの部屋・植物誌 （LP）
- 西岡たかし
  - 哀しい歌 （LP）
  - 風博士（LP）（伊藤昌明との連名クレジット）
- 伊藤咲子
  - 初恋 伊藤咲子 ライブ・オン・ステージ（LP）[注釈 1]
- 原田芳雄
  - Lazy Lady Blues（LP）（江藤勲、伊藤昌明との連名クレジット）
- 下田逸郎
  - 飛べない鳥、飛ばない鳥（LP）
- 生田敬太郎
  - 24＋37（LP）（「決闘」に参加、寺川マサオキ名義）
- 赤い鳥 (フォークグループ)
  - 竹田の子守歌（LP）（江藤勲、大川茂との連名クレジット）
- 野澤享司
  - 白昼夢（LP）（「空中に遊ぶ空想家の夢（笛吹童子のバラード）」に参加）
- 沢たまき
  - 乱れ髪～プレイガールの12章（LP）
- 泉谷しげる
  - 光と影 (泉谷しげるのアルバム)（「序曲」「個人的理由」「のすたるじあ」「ひとりあるき」「国旗はためく下に」「終曲」に参加）
- ガロ (フォークグループ)
  - GARO 3（岡沢章、小原礼、高中正義との連名クレジット）
- アリス
  - ALICE IV（「甘い夢」「恋は風車のように」「想春賦」に参加）

他

### アニメ・特撮関連
- 仮面ライダー
  - ライダーアクション
- 美しきチャレンジャー
- 天才バカボン
- 好き! すき!! 魔女先生
  - かぐや姫先生のうた
- あしたのジョー
  - 力石徹のテーマ
- 魔法のマコちゃん
- 海のトリトン
- さすらいの太陽
- アクマイザー3
  - 勝利だ!アクマイザー3
- 忍者キャプター
  - 斗え忍者キャプター
- 鉄人タイガーセブン
- 電人ザボーガー
  - 戦え!電人ザボーガー
  - おれの兄弟電人ザボーガー
- まんが名作劇場 サザエさん
  - サザエさんの歌
- 鋼鉄ジーグ
  - 鋼鉄ジーグの歌
  - ひろしのテーマ
- スパイダーマン
- 宇宙海賊キャプテンハーロック
- 勇者ライディーン
  - 行こうよ洸
- ゲッターロボ
  - ゲッターロボ!
- ワイルドセブン
  - ワイルドセブン
- 未来少年コナン
  - いま地球が目覚める
- 仮面ライダーアマゾン
  - アマゾンライダーここにあり
- 仮面ライダーストロンガー
  - ストロンガーアクション
- 惑星ロボ　ダンガードA
  - すきだッ　ダンガードA
  - 行け!ダンガードA
- 闘将ダイモス
  - 立て!闘将ダイモス
- 宇宙戦艦ヤマト

他

### 舞台・ステージ・番組出演など
- 世界歌謡祭

- パルコ・ミュージック・ステージショーガール

1974年から1988年まで福田陽一郎 脚本・構成・演出、木の実ナナ、細川俊之、二人の出演でPARCO劇場でシリーズ上演された。
- NHK総合テレビ音楽は恋人

1992年4月12日から1993年3月14日までで放送。放送時間は毎週日曜 23:00 - 23:29  
- ミュージカルムーンリットクラブ

1993年真田広之、森川美穂出演　場所天王洲アイル ジャズベーシストの役で出演。
他　多数